# بريت براون
بريت براون (بالإنجليزية: Brett Brown)‏ مواليد 16 فبراير 1961 في ساوث بورتلاند، هو مدرب كرة سلة أمريكي ولاعب سابق. يدرب فيلادلفيا سفنتي سيكسرز في الرابطة الوطنية لكرة السلة. فاز بلقب دوري إن بي إيه.

## سجل المنافسة
شارك في المنافسات التالية كمدرب:
- بطولة أمم أوقيانوسيا لكرة السلة 2009
- بطولة أمم أوقيانوسيا لكرة السلة 2011

## روابط خارجية
- بريت براون على موقع كلية كرة السلة في سبورتس رفرنس.كوم (الإنجليزية)
- بريت براون على موقع سبورتس رفرنس (الإنجليزية)
- بريت براون على موقع أوليمبيديا (الإنجليزية)